# Филатов, Леонид Иванович
Леони́д Ива́нович Фила́тов (род. 1 апреля 1931) — советский футболист, защитник, нападающий, полузащитник
Начинал играть в дубле «Шахтёра» Сталино в 1952 году. Карьеру провёл в командах класса «Б» «Металлург» Днепропетровск (1953—1954), СКВО Киев (1955—1957), «Авангард» Кривой Рог (1959—1961).
Полуфиналист Кубка СССР 1954.